# 独島の日
独島の日（どくとうの ひ、トクトエ ナル）は、韓国の民間の記念日の一つ。国家や自治体が制定した記念日ではなく、韓国の市民団体である独島守護隊が提唱して、2000年8月に10月25日を「独島の日」と決めたことに始まる。大韓帝国が1900年10月25日に独島を管轄地域に指定したという主張にちなむ。

## 経緯
李氏朝鮮（朝鮮王朝）は1897年に国名を大韓帝国に改称し、李氏朝鮮第26代国王高宗は皇帝を称した。1900年10月25日に出された大韓帝国勅令第41号の第2条には、鬱陵全島と共に竹島と石島を台霞洞に位置を定めた郡庁の管轄とするとあった。この竹島と石島がどこを指しているかについては議論がある。
2000年8月に韓国の市民団体である独島守護隊が大韓帝国勅令第41号を記念するために10月25日を「独島の日」と決めた。独島守護隊は、朝鮮語で独島と言う竹島は韓国領であると主張し、「守護」するための活動をしている。その活動の一環として独島守護隊は「独島の日」を韓国の公式の記念日とするために2004年に1000万人署名運動を始めた。
2021年10月時点で「独島の日」は韓国政府や自治体が制定した記念日になっていない。